# 唐琮
唐琮（1241年—1289年），元朝将领，内乡人。
其父唐庆，南宋诸军统制，降元，官至江汉军民安抚使。唐琮袭父职，赐金虎符，进管军总管。至元二十年，改授唐州万户。至元二十四年，移驻道州。跟随镇南王征交趾，战于三江口，兵败阵亡。时年四十九岁，唐琮待士卒有恩，战死时，有人刲股肉来祭奠他。其子唐世忠袭职。